# Planchonella rufocostata
Planchonella rufocostata là một loài thực vật có hoa trong họ Hồng xiêm. Loài này được Munzinger & Swenson mô tả khoa học đầu tiên năm 2007.